# Postverbindung Braunschweig – Leipzig

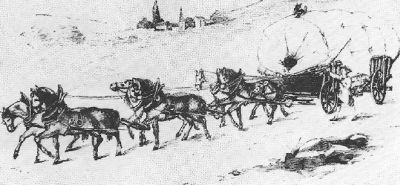
Botenfrachtwagen im 17. Jh.

Im Braunschweig-Lüneburgischen (zu der Zeit noch ein anderes Gebiet als das spätere Königreich Hannover) sollen Franz Otto und sein Nachfolger Heinrich der Jüngere im Jahre 1569 eigene Posten errichtet haben. Herzog Julius hat 1576 eine reitende Post von Wolfenbüttel (der damaligen Residenz) über Halberstadt, Aschersleben, Könnern und Halle angeordnet. Von Halle aus hatte man Anschluss an die kursächsische Post nach Leipzig und Dresden.
Das Postgeld, zusammen mit den übrigen Spesen kostete von Hamburg bis Braunschweig 2 Dukaten (5 Gulden oder 3 Reichstaler 8 Gute Groschen). Von Braunschweig bis Leipzig etwa 1½ Louisd'or (13½ Gulden oder 9 Reichstaler). Über Magdeburg, mit der ordinairen Post 12 Reichstaler oder Louisd'or, jedoch ohne Postillionsgeld und andere Spesen. Dafür ist man einige Tage früher am Ziel.
Das Ober-Postamt in Leipzig beschloss Anfang des 18. Jahrhunderts durch seine Posten Hamburg, damals Hauptstapelplatz der Waren, und die Nordischen Staaten mit Braunschweig, Nürnberg, Regensburg und dem ganzen Süddeutschland zu verbinden. Es verabredete sich mit Braunschweig bzw. Hannover, durch deren Land die Post gehen sollte, auf die Einrichtung einer Fahrpost. Im Jahre 1718 begannen die Fahrten der „Gelben Kutschen“ von und nach Braunschweig über Hessen (Grenze), Blankenburg, Hasselfelde (von hier, die mit dieser vereinigten Nürnberge-Kutsche) getrennt weiter über Stolberg, Querfurt und Merseburg nach Leipzig. In Braunschweig hatte man Anschluss an die Herzogliche „Küchenpost“. Um die gleiche Zeit wurde ein Postkurs von Leipzig über Kassel und Münster nach Holland eingerichtet. Hofrath Paul Vermehren übernahm die Verwaltung des ganzen Postwesens. Er bewirkte im Jahre 1721 das geometrische Vermessen der Poststraßen.

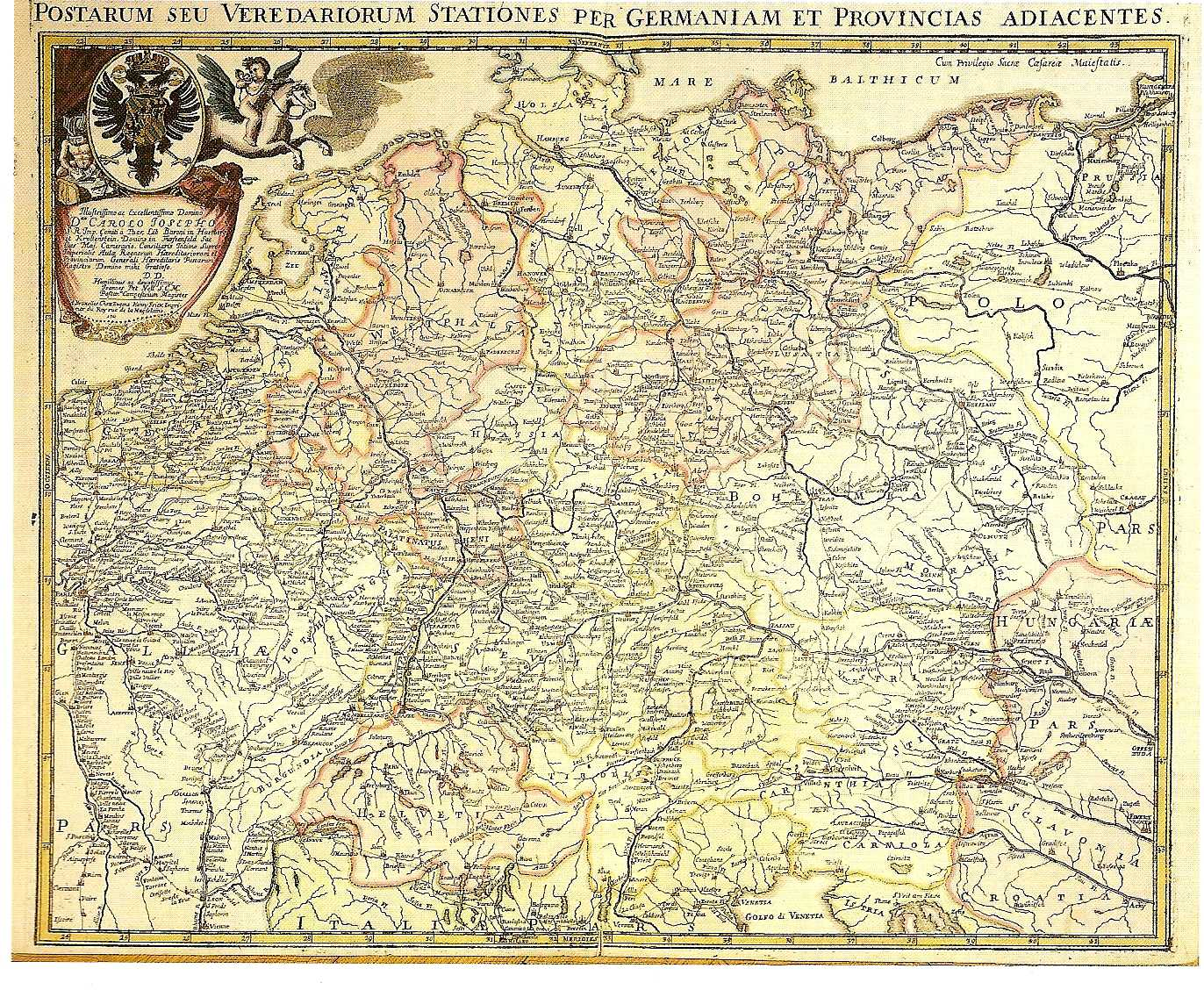
Postkurse in Deutschland 1711

Preußen fürchtete nun um seinen Portoanteil. Denn durch Preußen bestand (auch über die Elbschifffahrt) bereits eine Verbindung zwischen Hamburg-Magdeburg nach Süddeutschland. Am 5. Dezember 1737 wurde die Hamburger fahrende Post von Osterode weiter über Scharzfeld bis Nordhausen ausgedehnt, zum Anschluss an die durchfahrende Gelbe Kutsch (Güterpost) zwischen Braunschweig und Leipzig. Sie hatte den Zweck, Frachten aus Sachsen nach dem Lüneburgischen und Hamburg an sich zu ziehen und dadurch jene Gelbe Kutsche zu beeinträchtigen. Braunschweig bezeichnete daraufhin die Gelbe Kutsche („Kutsche“ war geschmeichelt, denn im Gegensatz zu echten Kutschen waren diese Wagen noch nichtgefedert.) als ein sächsisches Lohnfuhrwerk, das auf Begehren der Leipziger Kaufmannschaft errichtet worden sei. Diese Unwahrheit musste 1737 zurückgenommen werden, als Preußen die Auflösung verlangte, „weil es den Postrechten zuwider sei, ein Privat-Fuhrwesen zum Nachteil eines anderen Staates zu gestatten“. Nun galt die Gelbe Kutsche als eine herzogliche Post. Die Schaffner trugen bis Stollberg landesherrliche Postkleidung. Nach der Zusammenlegung der Hannoverschen und Braunschweigischen Küchenpost 1738 wurde sie als eine Societätspost zwischen Leipzig und Hamburg, mit Braunschweig als den Mittelpunkt des Courses betrieben.
In einem Vertrag von 1750 wurde die Route bekräftigt. Die Postbegleiter (Conducteur, Schirrmeister) wurde bis Stollberg aus der Braunschweiger, ab Stollberg aus der sächsischen Postkasse besoldet. Beider Oberpostbehörden verpflichteten sich alle Briefe und Pakete aus Sachsen, Böhmen und Österreich, sowie aus Hamburg, Lübeck, Bremen, Hannover und Braunschweig und den Unterwegsorten ausschließlich mit diesem Cours zu befördern.
Der Fahrpreis betrug für einen Reisenden je Meile 5 Groschen oder 22½ Kreuzer. Für ein Geldpaket mit 100 Talern Current auf 3 Meilen 2 Groschen, je weitere 3 Meilen 1 Groschen, ab 15 Meilen je 3 Meilen mehr. Bei 30 Meilen 12 Groschen oder 54 Kreuzer. 
Für Gold und Juwelen zahlte man die Hälfte. -- Für Kaufmannswaren bezahlte man für fünfzig Pfund, auf 6 Meilen 14 Gr. (1 Fl. 3 Kr.), auf 21 Meilen 2 Thlr. (3 Fl. 36 Kr.), auf 30Meilen 3 Thlr. 5 Gr. (5 Fl. 37½Kr.); hundert Pfund auf 6 Meilen 1 Thlr. (1 lFl. 48Kr.), auf 21 M. 3 Thlr. 6 Gr., auf 30 M. 5 Thlr. 4 Gr. (9 Fl. 18 Kr.). Ein Extra-Postpferd kostete 8 Groschen auf die Meile, eine Estafette auf die Meile 12 Groschen (54 Kreuzer) mit Einschluss der Expeditionsgebühren.
Was nun die Verkehrswege angeht, so kann man wohl von nicht von befestigen Straßen ausgehen. Im Jahre 1802 waren im Herzogtum Braunschweig lediglich die 4 Meilen vom Braunschweig über Wolfenbüttel bis hinter Hessen als Chaussee ausgebaut. Richtung Hamburg gab einen solchen Ausbau noch nicht.
Zu nennen ist die „Neue Straße“ von Wolfenbüttel in den Harz. Sie führte über Harzburg bis zum Brockenkrug, über Oderbrück und Königskrug nach Braunlage, einmal bis nach Sachsen, die andere bis Nordhausen (Nürnberger Route). Seit 1748 bahnte sich der Fuhrmann Seidensticker aus Northeim seinen Weg um dem preußischen Zoll von 2 Reichstalern je Zentner Fracht zu entgehen. Nach dem Bau der Straße, sank der preußische Zoll auf 8 Gutegroschen. Diese Straße die zwischen 1755 und 1758 so gut als möglich in Stand gesetzt wurde, konnte seitdem nur noch im Sommer befahren werden. Im Winter ausnahmsweise nur, wenn die Ladung aus Waren, die durch Preußen nicht befördert werden durften, bestand wie z. B. Sächsisches Porzellan oder seidene Strümpfe.
Nach dem Befreiungskriege von 1815 fuhr die Gelbe Kutsche bis kurz vor Leipzig durch Preußen. Ihre Fahrt ging nicht mehr über Stolberg, sondern von Blankenburg über Hasselfelde bis Nordhausen, wo sie sich mit dem Cours Cassel-Leipzig vereinigt. Die Post war früher sechsspännig, ist seit 1819 vierspännig, bestand in einem ganz verdeckten Wagen, und traf in Braunschweig zur Abfahrt der „Chur- und Fürstlich Braunschweigischen Communions-Post“ nach Hamburg ein. Das Braunschweigische Postamt in Hamburg wurde 1835 geschlossen.